# 우타이향

우타이향의 위치

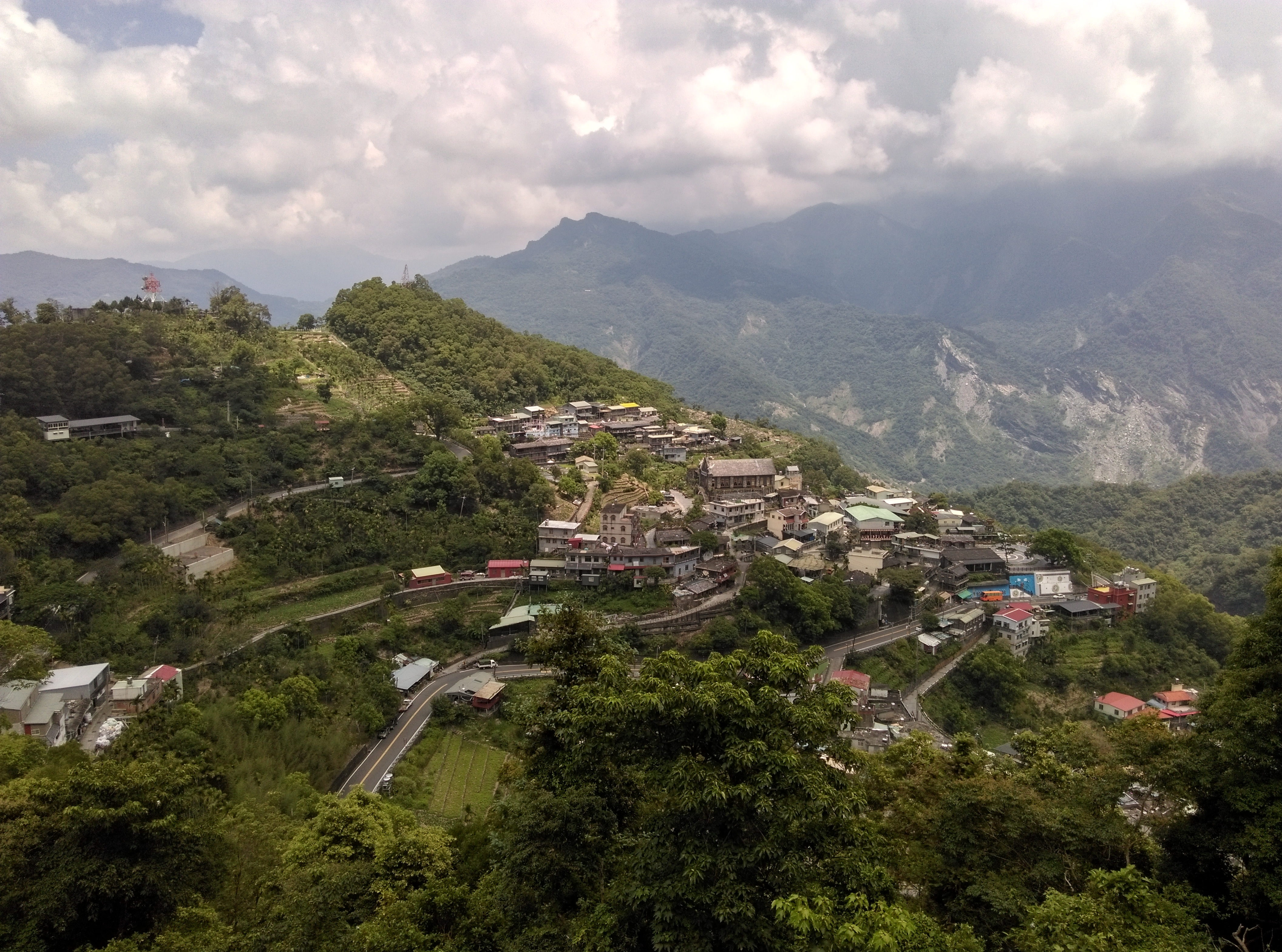
우타이향

우타이향(한국어: 무대향, 중국어: 霧臺鄉, 병음: Wùtái Xiāng)은 중화민국 핑둥현의 향이다. 넓이는 278.796km2이고, 인구는 2015년 8월 기준으로 3,344명이다.

## 지리
우타이향은 핑둥현 동북부, 중양산맥에 위치해 지세는 험하며 평균 해발은 1,000m이상인 산악 지대이다. 농업에 적절한 평지가 부족하고, 주민은 원주민인 루카이족이 중심이다.